# Roberto Mariani (rugbista)
Roberto Mariani (Vittorio Veneto, 12 agosto 1984) è un ex rugbista a 15 e rugbista a 7 italiano, in carriera capitano della Nazionale di rugby a 7 e delle Fiamme Oro, è attualmente un funzionario della Polizia di Stato.

## Biografia
Trevigiano di nascita ma, aquilano d’origine, è cresciuto nelle giovanili dell'Aquila con cui ha esordito il 6 aprile nel Super 10 2003-04 segnando una meta nell'incontro vittorioso contro il Viadana.
Dotato di grande velocità, ha fatto parte di tutte le Nazionali giovanili dall'Under-17 fino all’Under-21 con cui ha partecipato al Sei Nazioni di categoria e alla Coppa del Mondo Under-21 a Mendoza (Argentina) nel giugno 2005 ed è, tuttora, il giocatore italiano con il maggior numero di presenze nelle World Rugby Sevens Series.
Ha giocato all'Aquila raggiungendo sempre l’obiettivo della salvezza fino al 2006, anno in cui è stato ingaggiato dal Viadana.
Con la squadra lombarda ha raggiunto nella stagione di Super 10 2006-07 la finale scudetto, poi persa contro il Benetton ai tempi supplementari, consolandosi con la Coppa Italia. Nel corso di questa finale è rimasto vittima di un brutto incidente, fortunatamente senza drammatiche conseguenze, causato da uno scontro fortuito con un suo compagno di squadra, il neozelandese Hayden Reid.
Durante la stagione 2006-07 è stato premiato da Sky Sport come miglior giocatore di formazione italiana, facendosi notare dal C.T. della Nazionale maggiore Pierre Berbizier, che lo ha convocato per il raduno in preparazione del Sei Nazioni 2007.
Nella stagione 2007-08 ha vinto con Viadana l'edizione 2007 della Supercoppa italiana. La stagione successiva si è trasferito al Parma vincendo la Coppa Italia e la Supercoppa 2008.
Nella stessa stagione è stato convocato con la Nazionale a 7 per partecipare alla Coppa del Mondo 2009 a Dubai. Nel gennaio del 2010 è entrato a far parte del Gruppo Sportivo Fiamme Oro sposando un progetto della sezione rugbistica fortemente voluto dalla dirigenza della Polizia di Stato.
È stato capitano, per due stagioni, della formazione cremisi, fornendo un contributo importante per il ritorno della squadra nella massima serie del campionato nazionale di rugby a 15. Oltre all'attività sportiva ha sempre portato avanti quella dello studio, riuscendo a laurearsi e a superare il concorso per funzionario di polizia. Attualmente è commissario.

## Palmarès
- Coppe Italia: 2
Viadana: 2006-07
Parma: 2008-09
- Supercoppe d'Italia: 2
Viadana: 2007
Parma: 2008